# LIGO
Laserska interferometarska opservatorija gravitacionih talasa (LIGO) je projekat velikih razmera čija je svrha otkrivanje kosmičkih gravitacionih talasa i razvoj astronomskog alata za istraživanje gravitacionih talasa. U okviru projekta izgrađene su dve opservatorije u Sjedinjenim Američkim Državama, sa ciljem da se detektuju gravitacioni talasi tehnikom laserske interferometrije. Opservatorije koriste 4 kilometara udaljena ogledala koja mogu da detektuju promene manje od 1/10.000 prečnika protona.
Prva istraživanja u LIGO opservatoriji finansirala je Nacionalna Naučna Fondacija (NSF), a izgradili su je i njome upravljaju Kalifornijski Tehnološki Institut i MIT. Podaci su sakupljani u periodu od 2002. do 2010. godine, ali nisu detektovani gravitacioni talasi. Projekat za unapređenje LIGO detektora započet je 2008. uz podršku NSF, Saveta za naučno-tehnološki razvoj iz Ujedinjenog Kraljevstva (STFC), nemačkog Instituta Maks Plank i Istraživačkog odbora iz Australije, a otpočeo je 2015. godine.  Prva detekcija gravitacionog talasa zabeležena je već 2016. godine, a na ovom otkriću je radilo preko 1000 naučnika širom sveta organizovanih od strane LIGO i Virgo organizacija, kao i 440.000 aktivnih korisnika Einstein@home mreže.

## Istorija

### Početak
Prototip interferometrijskih detektora gravitacionih talasa (sa ogledalima postavljenim na ploči izolovanoj od vibracija) izgradio je krajem šezdesetih godina Robert Forvard sa kolegama iz istraživačkih laboratorija Hags, a sedamdesetih godina (sa neizolovanim ogledalima od kojih se svetlost odbijala višestruko) Rejner Vejs sa Tehnološkog Instituta u Masačusetsu.  Godine 1980. NSF je finansirala istraživanje sa velikim interferometrom, vođeno od strane Pola Linseja, Pitera Salsona i Rejnera Vejsa sa MIT-a, a već naredne godine su Ronald Drever i Sten Vitkomb sa Kalifornijskog Tehnološkog Instituta konstruisali i 40 metara širok prototip.
Pod pritiskom od strane NSF, MIT i Kalifornijski Tehnološki Institut se udružuju da vode LIGO projekat koji je baziran na istraživanjima sa MIT-a i eksperimentalnom radu sa Kalifornijskog Tehnološkog instituta, Glazgova i MIT-a. Drever, Torn i Vejs formiraju LIGO upravni odbor, ali ne dobijaju finansije 1984. i 1985. Iduće godine je zatraženo da napuste upravni odbor i umesto njih je postavljen jedan direktor, Rokus E. Vogt sa Kalifornijskog Tehnološkog Instituta. 1988. godine. odobrene su finansije za projekat istraživanja i razvoja.

### Prve opservacije
U toku prvih LIGO istraživanja u periodu 2002-2010. godine nije detektovan nijedan gravitacioni talas. Od 2004. godine, pod vođstvom Bariša, finansije i radovi usmeravaju se ka narednoj fazi razvoja LIGO-a koja je dobila naziv "Unapređeni LIGO". Ova promena je propraćena prekidom rada na nekoliko godina, dok su detektori zamenjivani znatno poboljšanim verzijama. Dobar deo LIGO istraživanja se zasnivao na pionirskom radu na detektoru GEO600 u Hanoveru, u Nemačkoj. Februara 2015. godine LIGO detektori su bili spremni za rad na obe lokacije.

### Detekcije
11. februara 2016. godine LIGO i Virgo organizacija su objavile rad o detekciji gravitacionih talasa. Signal je uhvaćen 14. septembra 2015. u 09:51 UTC i potiče od sudara dve crne rupe pojedinačnih masa od oko 30 Sunčeve mase, udaljenih 1,3 milijardi svetlosnih godina od Zemlje.
2. Maja 2016. godine članovi LIGO organizacije i drugi učesnici nagrađeni su Specijalnom nagradom za otkrića u fundamentalnoj fizici, za doprinos direktnoj detekciji gravitacionih talasa.